# 西伯利亞風雲
《西伯利亚风云》是一部中国內地商战动作片，由《死亡筆記》日本导演金子修介执导，梁家辉及佘诗曼領銜主演。2017年11月中開機拍攝，12月底全片殺青。这是国内第一部描写中国商人在俄罗斯真实生活状态的院线电影，该片集爱情片、商戰、边境生活为一体，並以全景式展现中国商人在俄罗斯的爱恨情仇，電影劇组将会跨越俄罗斯布拉戈维申斯克、魅力冰城哈尔滨、黑河等中俄两国三个城市进行拍摄。

## 劇情大綱
讲述了来俄罗斯实现梦想的中国姑娘安澜（佘诗曼飾）在俄创业时遭遇邪恶势力的暗算，不惑之年的中国商人林信诚（梁家辉飾）向安澜伸出援助之手，帮助她摆脱困境。其後二人合力创建中俄创业者基金，赢得中俄创业者的尊重。

## 演員表

### 主要角色
| 演員   | 角色   | 暱稱／關係                                       |
| 梁家辉 | 林信诚 | 商人、边境华商 安澜的拍擋                        |
| 佘诗曼 | 安澜   | 女商人、中俄远大公司社长 林信诚的拍擋 曉真的姐姐 |

### 其他角色
| 演員   | 角色 | 暱稱／關係 |
| 劉嘉偉 | 阿文 | 殺手       |
| 周传兮 | 晓真 | 安瀾的妹妹 |
| 孙博豪 | 苏陆 |            |
| 骆应钧 | 郭老 |            |
| 辛禹默 |      |            |

## 製作

### 影片宗旨
作为首部反映中俄边境商战的影片，《西伯利亚风云》以幽默生动的语言，恢弘浩大的气势以及大跨度的时空跨越，打造出火爆黑帮商战大片。其中，本片将透过林信诚、安澜的故事，窥探边境商人从白手起家到盆盈满钵，如履薄冰地奋斗的历程，其中不乏勾结暗算、枪火拼杀、中国功夫VS俄式功夫的动作场面，带有不少中国边境人民和俄罗斯战斗民族的风格和特色，让人眼前一亮。同时，多视角地展现出中俄边境惊心动魄的创业辛酸和坎坷过程，从不同角度深层次地剖析了时代的变革，让大众对边境华商这个陌生而神秘的群体逐渐有了全新的认识，更为商战片开拓了新的思维。

### 主创阵容
电影从2015年筹备开拍至今已有两年的时间，經過一番孝量後，最終敲定執导过《死亡筆記》的金子修介為本片导演，梁家辉及佘诗曼為男女主角。作为以拍摄怪兽、悬疑类型电影而闻名世界的日本导演，金子修介导演也早已形成自己的风格，此次《西伯利亚风云》又是导演首次执导的华语影片，导演会在片中诠释中俄的风土人情，影片中人与人之间的关系，以及商人之间的利益相争和必不可少的动作戏。
男主角梁家辉會饰演一个由小人物经过一路打拼成长起来的有胆识有血性的中国商人林信诚，女主角佘诗曼飾演一个知性优雅，内心坚强的女商人安澜。
幕后團隊方面，由拍攝過多部著名影片《速度与激情8》、《星际穿越》、《复仇者联盟2》等的贾光磊擔任视觉特效指导，《十月围城》、《寒战》、《七月与安生》等名作无数並多次获得香港电影金像奖、台湾金马奖、柏林国际电影节-银熊奖的金培达擔任电影配乐，邹连友擔任摄影指导及来自“成家班”的吴永伦则擔任本片动作指导。

### 拍攝記事
2017年11月，佘诗曼、梁家辉在哈尔滨道外巴洛克街区拍摄外景。
12月，梁家辉、佘诗曼、劉嘉偉随剧组在极其严寒之地拍摄雪山戏份。由於當地天氣只得零下13度，加上拍摄很长一段时间，片场隨即變成“冷场”，阿佘更在微博留言：「收工喇！又完成人生另一創舉！零下十三度雪山拍攝#電影西伯利亞風雲#全靠這三十三個暖寶寶同我並肩作戰！聽說明天再降溫，怎麼辦?身上還有位置貼嗎 #我在哈爾濱#」。此外，內地男演員劉嘉偉在本片化身冷酷殺手“阿文”，爲了能夠完美呈現片中諸多激烈的近身搏鬥戲份，在進組之前他還接受了長期的高強度訓練。而出道前14年專業拉丁舞者的經歷既讓他擁有了矯健的身姿又磨練了意志同時也給予了他極高的悟性和表演天賦，拍起打戲來也是得心應手。
此外，在影片的拍摄现场，经常出现的是中文和俄语的激烈对白，演员们更多是通过眼神的交流以及对角色的理解来表达。而更有趣的是，现场一度出现普通话、粤语、俄语、日语交流对戏的场面，导演讲戏基本会用日语，配有翻译，香港的工作人员带有标志性的粤语口音，中国演员们讲中文，俄罗斯演员则讲俄语，当四种语言同时出现在片场时非常有意思。对此，梁家辉表示在与俄罗斯演员对戏时全靠对剧本的把握和心领神会，林信诚这个角色犹如太极，一张一弛都是戏，他身上有着多重属性，小到爱情、亲情、兄弟情，大到民族情感、家国情怀，同时又有独特社会背景，这样的复杂让他觉得很有挑战性。佘诗曼也表示，自己饰演的角色是是一名刚柔并济、重感情的女商人，在商场中是个女强人，在面对感情时又有巧媚动人的一面。虽然金子修介导演配有翻译，但也必须仔细揣摩导演的肢体语言和对角色的理解，又因为要和俄罗斯演员对戏，自己私下也在尽快恶补俄语。兩人並透露雖然初次与俄罗斯演员合作，但表示并没有压力，只是在语言上的确会遇到一些困难。
12月尾，剧组开放媒体探班。探班当天正拍攝船内枪战戏份，剧中场景尽显贵气，诡异的气氛和船内的灯火辉煌形成强烈反差，在影片最重要的船内场景中，剧组根据剧情和背景资料，按照1:1的比例还原了“大船”，真实还原了内部设施，并邀请经验丰富的装潢团队进行船内设计，以渲染加强大船的视觉冲击力。这艘大船在片中将起到“灵魂”一般的作用，影片中的决斗大戏就是以“大船”为背景拍摄的。拍摄出的镜头经过顶尖特效团队的后期处理，最终效果极为震撼。其中佘诗曼举枪射击，动作潇洒霸气、英姿飒爽，神色警惕稍带些许慌张，面部表情十分到位。谈到刚才的枪战戏，阿佘向记者透露自己从小就喜欢打枪，这次总算是过足了枪瘾，拍摄可以说是一气呵成。而连续的动作戏拍摄使梁家辉脚部受伤，但他仍然坚持带伤上阵，並透露有一场戏是电影十分重要的一个画面，在这里面他全是打戏一直到高潮结束，他很喜欢，所以得好好享受这个时刻，並表示导演金子修介对於镜头运用很独特，拍的时候很细心也很全面，很期待之后剪辑的成片，效果一定会非常好，稱讚他是“大师级”的导演。

## 發行
12月26日，片方發佈首款“概念版”海报。